# یواس‌اس پمبینا (ای‌کی-۲۰۰)
یواس‌اس پمبینا (ای‌کی-۲۰۰) (به انگلیسی: USS Pembina (AK-200)) یک کشتی بود که طول آن 388' 8" بود. این کشتی در سال ۱۹۴۴ ساخته شد.